# Línea de corriente

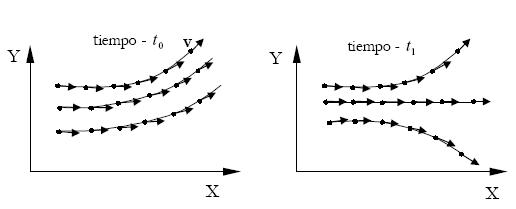
Líneas de corriente

Aquella familia de curvas que para, cada instante de tiempo, representan las envolventes del campo de velocidades. En mecánica de fluidos se denomina línea de corriente al lugar geométrico de los puntos tangentes al vector velocidad de las partículas de fluido en un instante {\displaystyle t} determinado. 
En particular, la línea de corriente que se encuentra en contacto con el aire, se denomina línea de agua.

## Tubo de corriente
A partir de la definición de línea de corriente se puede definir, para flujos laminares, el concepto de tubo de corriente, como la superficie formada por las líneas de flujo que parten de una curva cerrada. 
En casos no estacionarios, aunque la línea cerrada no varía, el tubo de corriente
y las líneas de corriente sí lo hacen. Por el contrario, para el caso estacionario el
tubo de corriente permanece fijo en el espacio a lo largo del tiempo. 
- Corolario 1: No hay flujo a través de la superficie del tubo de corriente.
- Corolario 2: Solo hay tubo de corriente si V es diferente de 0.